# Citarum
Der Citarum ist der längste und größte Fluss in der indonesischen Provinz Jawa Barat. Nach den Flüssen Brantas und Solo ist es der drittlängste Fluss in West-Java. Er wird zur Landwirtschaft, zum Fischen, für die Reinigung und von der Industrie benutzt.
Der Citarum speist das Jatiluhur Reservoir, welches vom Jatiluhur Damm zur Energiegewinnung genutzt wird.

## Verschmutzung
Durch die hohe Belastung durch Industrieabfälle, insbesondere Abwässer von Textilfabriken, und der durchgängigen Entsorgung von Hausabfällen in den Fluss gilt der Fluss heute als einer der am stärksten verschmutzten Flüsse der Welt. Seit November 2011 wird versucht, den Fluss von seiner Verschmutzung zu befreien und ihn wieder vollständig wiederherzustellen. Für dieses Vorhaben hat die Regierung umgerechnet 3,5 Milliarden Euro zur Verfügung gestellt.